# 서울특별시보건환경연구원
서울특별시보건환경연구원(서울特別市保健環境硏究院)은 서울특별시의 보건·환경에 관한 검사 및 연구 업무를 분장하는 서울특별시청의 직속기관이다. 원장은 지방보건연구관· 지방환경연구관 또는 지방수의연구관으로 보하되, 지방임기제공무원으로 보할 수 있다.

## 설치 근거 및 소관 사무

### 설치 근거
- 「서울특별시 행정기구 설치조례」 제28조제1항[2]

### 소관 사무
- 「보건환경연구원법」 제5조제1항에서 정하는 사항 중 「해양환경관리법」에 따른 해양오염을 제외한 사항
- 「건강기능식품에 관한 법률」에 따른 건강기능식품[3], 「실내공기질 관리법」에 따른 실내공기질, 「석면안전관리법」에 따른 석면[4], 「지하수법」에 따른 지하수[5], 「토양환경보전법」에 따른 토양오염[6], 「폐기물관리법」에 따른 일반폐기물·지정폐기물[7], 「공중위생관리법」에 따른 목욕장 욕수, 「체육시설의 설치·이용에 관한 법률」에 따른 수영장수 검사·시험·조사·연구에 관한 사항
- 「동물위생시험소법」제5조제1항에서 정하는 사항 및 「가축 및 축산물이력관리에 관한 법률」에 따른 가축 등 검사에 관한 사항
- 서울특별시 보건·환경정책 수립 및 지원에 관한 검사·시험·조사·연구에 관한 사항

## 연혁
- 1963년 2월 1일: 서울특별시청 소속으로 가축위생시험소 설치.
- 1971년 6월 28일: 서울특별시청 소속으로 토목시험소 설치.[8]
- 1971년 6월 29일: 서울특별시청 소속으로 연료시험소 설치.[9]
- 1972년 3월 10일: 서울특별시청 소속으로 위생연구소 설치.[10]
- 1975년 9월 1일: 가축위생시험소를 축산물위생검사소로 개편.[11]
- 1976년 12월 31일: 위생연구소를 보건연구소로 개편.[12] 서울특별시청 소속으로 계량기검정사업소 설치.[13]
- 1981년 12월 1일: 종합기술시험연구소로 통합.[14]
- 1983년 12월 31일: 보건환경연구소로 개편.[15]
- 1989년 7월 1일: 보건환경연구원으로 개편.[16]
- 1989년 9월 6일: 서울시 한남동에서 경기도 과천시로 청사 이전.

## 조직

### 원장
- 연구지원부[17]
- 식품의약품부[18]
- 질병연구부[18]
- 대기환경연구부[19]
- 물환경연구부[19]
- 동물위생시험소[20]
- 강남농수산물검사소[18]
  - 강서지소[18]
- 강북농수산물검사소[21][22]